# Klub Polskich Nieudaczników

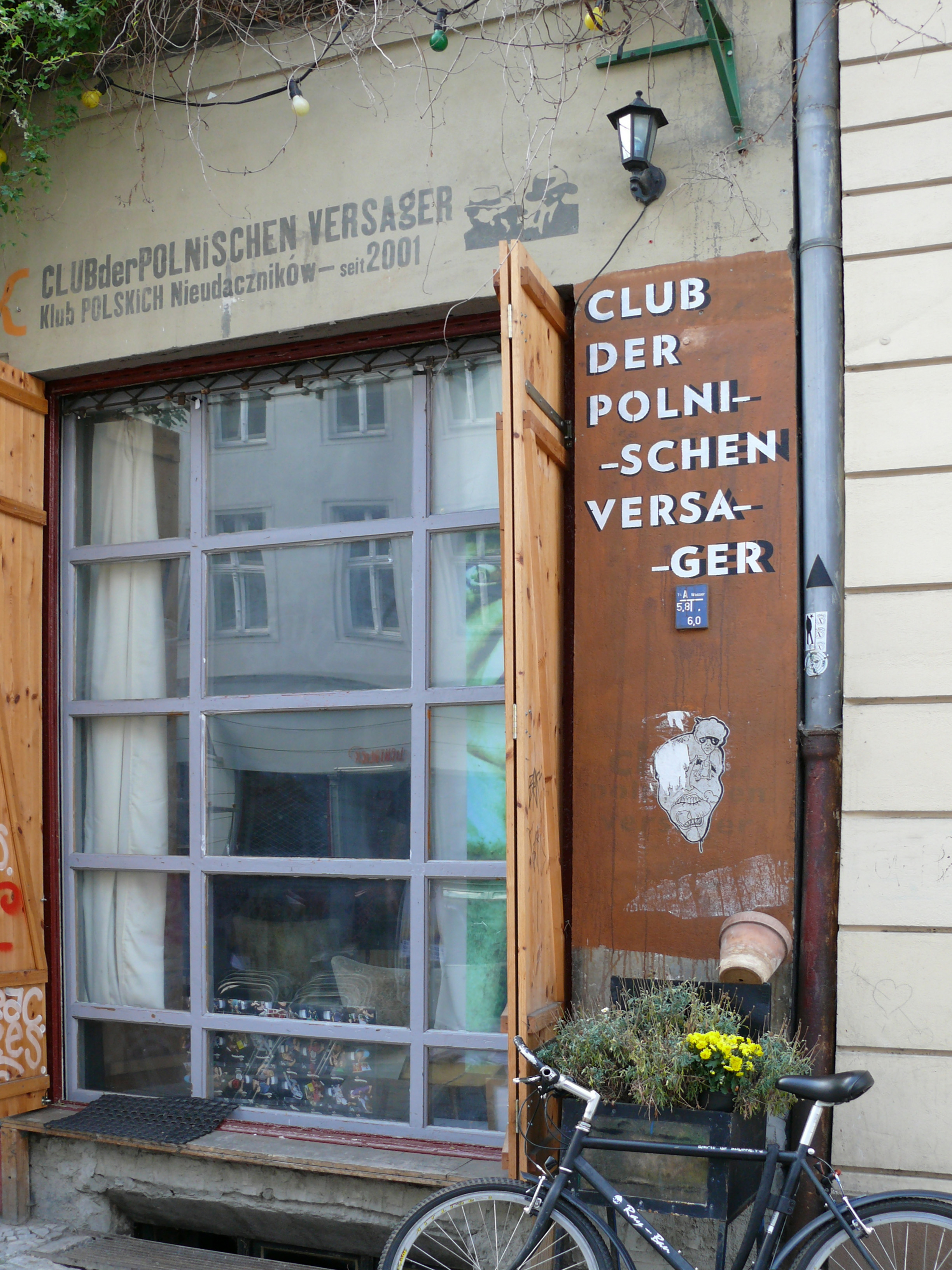
Klub Polskich Nieudaczników

Klub Polskich Nieudaczników (niem. Club der polnischen Versager) – stowarzyszenie znajdujące się przy Ackerstraße 168 w Berlinie, w dzielnicy Mitte.
Według statusu stowarzyszenie propaguje komunikację między ludźmi, którzy zajmują się w szeroko rozumianym pojęciu sztuką i zwraca się przede wszystkim do tych, którzy nie odnajdują się w miejscu i czasie, w którym się znajdują, także do tych, którzy się nisko oceniani, pomijani lub pogardzani. Zadaniem stowarzyszenia jest promowanie międzynarodowego zrozumienia i tolerancji we wszystkich dziedzinach kultury i sztuki. W szczególności stowarzyszenie wspiera komunikację między Polakami a Niemcami, zgodnie z traktatem o dobrym sąsiedztwie i przyjaznej współpracy z 1991 roku.
Zamieszkali w Berlinie polscy emigranci, dążyli do utworzenia miejsca spotkań i wymiany poglądów. Stowarzyszenie zostało zainaugurowane 1 września 2001 przez „Bund der polnischen Versager – Polenmarkt e.V.” (Stowarzyszenie Polskich Nieudaczników). Początkowym rdzeniem Związku byli: Piotr Mordel i Leszek Oświęcimski. Później dołączyli również Wojciech Stamm, Joanna Bednarska, Tomasz Sosiński i Adam Gusowski. Wszyscy oni byli imigrantami z Polski w latach 80. Każdy z nich miał potrzebę bycia aktywnym i kreatywnym na obczyźnie. W roku 1994 Leszek Oświęcimski ogłosił „Mały Manifest Polskich Nieudaczników” – akt powstania ruchu „polskich nieudaczników”, będący polemiką z niemieckimi stereotypami o polskich emigrantach.
Tekst Manifestu Polskich Nieudaczników: „Takich jak my nie jest wielu w tym mieście. Zaledwie kilku, może kilkunastu. Reszta to ludzie sukcesu, zimni i spokojni profesjonaliści – to co robią, robią najlepiej. My – słabi, mniej zdolni, niewiele możemy zdziałać; mleko chcemy kupować w aptece, a u fryzjera pół kilo sera. Trąbią na nas samochody, potykamy się na prostej drodze, co chwilę wdeptujemy w gówno, ale szczęścia nam to jakoś nie przynosi. Żyjemy pod terrorem doskonałości Tamtych. Ich obecność onieśmiela nas. Jest im to na rękę, bo lękają się utracić monopol na tworzenie, które sobie uzurpują. Jesteśmy skłonni uznać ich pierwszeństwo, ale chcemy być twórcami na naszą miarę, w niższej sferze. Demiurgos kochał się w wytwornych, doskonałych i skomplikowanych materiałach. My dajemy pierwszeństwo tandecie”.
W Berlinie i w innych miastach Niemiec zaczęły odbywać się „Festiwale Polskich Nieudaczników”. W roku 1995 ukazał się pierwszy, zerowy egzemplarz czasopisma artystycznego „Kolano”. „Kolano” było pierwszym organem Związku i późniejszego Klubu Polskich Nieudaczników. Zerowy numer datuje powstanie Polskiego Nieudacznictwa w Niemczech. W nim zawarty był “Mały Manifest Polskich Nieudaczników”. Oprócz życia klubowego w „Kolanie” ukazywały się krótkie formy literackie, berlińskich i polskich autorów, wiersze, skecze, rysunki i zdjęcia. Redakcja „Kolana” to na początku duet Leszek Oświęcimski i Piotr Mordel. Osoby ważne dla „Kolana” to Piotr Konnak (tylko na początku), Wojciech Stamm, Roman Lipski, Izabela Patrykus. „Kolano” ukazywało się nieregularnie do 2001 roku, ukazało się 17 numerów.
W roku 1997 powstała grupa teatralna „Babcia Zosia”. Inicjatorem teatru Babcia Zosia był Wojciech Stamm aka Lopez Mausere, poeta i pisarz, w latach 1988–1994 związany z „brulionem”, uczestnik działań gdańskiego ruchu artystycznego TOTART, choreografem pierwszej sztuki “Babcia Zosia” był Krzysztof Leon Dziemaszkiewicz, związany z sopockim Teatrem Ekspresji, twórca gdańskiego Teatru Patrz Mi Na Usta, aktorami Krzysztof Leon Dziemaszkiewicz, Wojciech Stamm (Lopez Mausere), Leszek Oświęcimski, Roman Lipski, Andrzej Fikus „Filet”, scenografem Roman Lipski, choreografem Krzysztof Leon Dziemaszkiewicz, kostiumy zaprojektowała Lidia Visconti. Sztuka była napisana w językach polskim i niemieckim, odniosła sukces w wielu miastach niemieckich. Powstały kolejne dwie sztuki: „Ciocia Leosia” i „Dziadek Stanisław”. Teatr działał do roku 2003.
Pierwsza scena spektaklu „Babcia Zosia” to groteskowy obraz polskiej wsi sprzed pierwszej wojny światowej. Ostatnia rozgrywa się w Nowym Jorku – emigranci przy puszkach coca coli odśpiewują „Serdeczna matko”. Centralną postacią jest Zosia, babcia Lopeza Mausere, a raczej obraz jej świata zlepiony z luźnych wspomnień. Damsko-męskie perypetie bohaterki stanowią pretekst dla obrazoburczej i prowokującej opowieści o historii XX wieku. Dodatkowym aspektem tej inscenizacji jest zagadnienie feminizmu – potraktowane przewrotnie, zważywszy, że sztukę pisał mężczyzna, a odgrywa pięciu mężczyzn.
W roku 2000 członkowie grupy założycielskiej zdecydowali o utworzeniu stowarzyszenia „Związek Polskich Nieudaczników” (Bund der Polnischen Versager) i wnieśli o oficjalne zarejestrowanie do Niemieckiego Rejestru Stowarzyszeń. W rok później powstał Klub przy ulicy Torstraße 66 w dzielnicy Berlin-Mitte jako realizacja wieloletnich oczekiwań środowiska artystycznego, miejsce spotkań i akcji polskiej awangardy artystycznej Berlina.
Członkostwo w stowarzyszeniu jest otwarte dla każdej osoby fizycznej lub prawnej. Stowarzyszenie składa się z członków zwyczajnych i wspierających stowarzyszenie, a także członków honorowych.
Osoby organizujące działalność klubu pełnią swoje funkcje społecznie, nie pobierając żadnego wynagrodzenia. Utrzymują się z pracy w swoich zawodach.
Do klubu należało wydawnictwo „Versager Verlag” (Wydawnictwo Nieudaczników), które wydało książkę Club der polnischen Wurstmenschen (Klub Kiełboludów) Leszka „Hermana” Oświęcimskiego oraz Das Kapital Krzysztofa Jaworskiego i Wojciecha Wilczyka.
Klub przyjął programowo w urządzeniu i nazwie kierunek zwrócony przeciw kulturze sukcesu. Zamiast tego prezentuje się niepowodzenie pod wszelkimi aspektami jako cel, do którego warto dążyć. „W polszczyźnie nieudacznik to ktoś, który niczego nie potrafi, ale – pozytywnie – też ktoś, kto nie spoczywa na laurach”.
Program klubu obejmuje literaturę, wystawiennictwo, projekcje filmów, działalność na rzecz tolerancji i społecznego zaangażowania, workshopy, wykłady oraz koncerty.
Klub od pierwszych chwil stał się miejscem bardzo popularnym i wizytówką oraz adresem dla tych, którzy chcieli rozważyć ideę nieudacznictwa. Bardzo szybko stał się platformą nowej, wolnej wielonarodowej oraz polsko-niemieckiej komunikacji, w której akcje artystyczne i wydarzenia kulturalne były jedynie koniecznymi ramami.
W lokalu klubu, ale też w innych lokalach na terenie Niemiec i Austrii, a nawet w Tokio, odbywają się występy satyryczne członków klubu.
Adam Gusowski i Piotr Mordel przedstawiają dialogi „Adam Gusowski und Piotr Mordel Leutnant-Show” w języku niemieckim. Każdy występ urozmaicony jest pokazami slajdów i filmów, odbywa się według innego, tworzonego na tę okazję scenariusza.
Audycja „Gaulojzes Golana”, to radiowa audycja satyryczna powstała w roku 1998, w której Polscy Nieudacznicy satyrycznie komentują współżycie polsko-niemieckie. Produkowana była początkowo w mieszkaniach autorów, głównie z kręgu redakcyjnego „Kolana”, jak Leszek Oświęcimski, Piotr Mordel, Piotr Konnak, Wojciech Stamm, Gregor Pliszka. Później doszli Adam Gusowski, Piotr Olszówka, Ewa Lewy.
Od roku 2012 zespół „Gaulojzes Golana” tworzą Ewa Lewy, Adam Gusowski i Piotr Mordel. Już od 2005 roku i obecnie audycja nadawana jest co miesiąc, w każdy trzeci piątek miesiąca w stacji radiowej COSMO, stanowiącej koprodukcję WDR i RBB, a także na stronie Klubu Polskich Nieudaczników.
„Gaulojzes Golana” to najstarsza polska audycja satyryczna nadawana w publicznym radiu niemieckim. Obecnie stałe rubryki to „Rozmowa z ciekawym człowiekiem”, „Reporter Wscipski”, „Podsłuchane rozmowy prezydentów”, „Wiersze strefy Ewy”. Między rubrykami, minisłuchowiskami pojawiają się luźne rozmowy prowadzących program. “Wielka Gala Gaulojzes Golana”, która odbyła się w 2008 roku w Haus des Rundfunks w Berlinie na dziesiąty jubileusz audycji przyciągnęła do wielkiej sali budynku RBB 1200 gości.
„Kollisionsgespräche” (rozmowy kolizyjne) to satyryczna audycja radiowa w języku niemieckim z udziałem Adama Gusowskiego i zamieszkałego w Niemczech Austriaka Christopha Theußla, aktora i muzyka. Z perspektywy eksilantow rozmawiają oni o swojej miłości do Niemiec i Niemców, o ich podziwie dla kraju, kultury, języka, sztuki, historii. Ten satyryczny format wyolbrzymia wszystko do absurdu, pokazując w ten sposób inną stronę medalu. Audycje nadawane były w niezależnym berlińskim radio Pi-Radio na falach 88,4 MHz, a obecnie w internecie na stronie Klubu.
Klub wyprodukował 150 odcinków filmowych „Das Gespräch mit einem interessanten Menschen” (Rozmowa z ciekawym człowiekiem), w których uczestniczą dwie osoby, red. Gusowski (Adam Gusowski) i wcielający się w za każdym razem w inną postać Piotr Mordel. Jest to forma satyrycznego, często absurdalnego komentarza aktualnych polsko-niemieckich wydarzeń.
Klub zrealizował też ponad 30 odcinków „Umgefragt in Bernau” (Wywiady w Bernau), czyli sondy ulicznej w miasteczku Bernau pod Berlinem. W tej sondzie ulicznej Adam Gusowski pyta mieszkańców Bernau o polsko-niemieckie tematy, ale też o ich bolączki, radości i smutki. Odcinki filmowe dostępne są na YouTube.
Dzięki prowokacyjnej nazwie klub uzyskał szybko popularność w niemieckich mediach.
W roku 2007 siedziba klubu przeniosła się z ulicy Torstraße 66 na ulicę Ackerstraße 168.
Od listopada 2011 dostępna jest w Internecie kronika imprez organizowanych przez Klub. W YouTube dostępna jest seria filmów związanych z działalnością Klubu.
Klub zorganizował 6 stycznia 2017 pokaz filmu Antoniego Krauzego „Smoleńsk” w berlińskim kinie Babylon. Po tym wydarzeniu do życia został powołany nowy format satyryczny w formie korespondencji dziennikarskiej z cyklu „Korespondent wyjaśnia”. Filmy te są produkowane jedynie w języku polskim i pokazują w satyryczny sposób pracę korespondenta polskiej telewizji publicznej/narodowej w Berlinie. Korespondent występuje pod nazwiskiem Czarosław Gzyms.
9 maja 2017 roku Klub Polskich Nieudaczników w Berlinie został nagrodzony statuetką Niebieskiego Misia („Blauer Bär”). Nagroda Komisji Europejskiej i Senatu Berlina przyznawana jest berlińskim inicjatywom i projektom, a także berlińczykom przyczyniającym się do integracji Europy i jej obywateli. „Idea wspólnej Europy towarzyszy nam początku. Jesteśmy otwarci na Berlin, na Europę, na wielokulturowość. Nagroda, którą dostaliśmy jest swoistym kredytem zaufania, który chcielibyśmy spłacić, motywacją do tworzenia kolejnych projektów europejskich” – podkreślił Adam Gusowski.